# Laetisaria lichenicola
Laetisaria lichenicola is korstmosparasiet die behoort tot de familie Corticiaceae. Hij komt voor op heksenvingermos (Physcia tenella) en kapjesvingermos (Physcia adscendens). Het tast de gastheren sterk aan en zorgt voor een roze verkleuring van het thallus. Onder de microscoop zijn de tweesporige basidia zichtbaar die boven het verkleurde thallus uitsteken.  De basidiosporen zijn peervormig of traanvormig, één zijde vaak afgeplat of licht concaaf, hyaliene, glad, vrij dikwandig, gesepteerd en meten 14,5–18,5 × 10,5–12,5 µm.

## Verspreiding
Laetisaria lichenicola komt hoofdzakelijk voor in Europa In Nederland komt het zeer zeldzaam voor.